# Кулгунинский сельсовет
Кулгунинский сельсовет — муниципальное образование в Ишимбайском районе Башкортостана.

## История
Согласно закону «О границах, статусе и административных центрах муниципальных образований в Республике Башкортостан» имеет статус сельского поселения.
Административный центр — село Кулгунино.

## Население
| 2002  | 2009  | 2010  | 2012  | 2013  | 2014  | 2015  |
| ----- | ----- | ----- | ----- | ----- | ----- | ----- |
| 1358  | ↗1456 | ↘1272 | ↘1232 | ↘1201 | ↘1164 | ↘1133 |
| 2016  | 2017  | 2018  |       |       |       |       |
| ↘1114 | ↘1063 | ↗1072 |       |       |       |       |

## Состав сельского поселения
| № | Населённый пункт | Тип населённого пункта       | Население |
| - | ---------------- | ---------------------------- | --------- |
| 1 | Кулгунино        | село, административный центр | ↘774      |
| 2 | Старосаитово     | деревня                      | ↘177      |
| 3 | Калу-Айры        | деревня                      | ↘149      |
| 4 | Новосаитово      | деревня                      | ↘111      |
| 5 | Кабясово         | деревня                      | ↘38       |
| 6 | Ялтаран          | деревня                      | ↘23       |

упразднённые населенные пункты
- Алатау-Айры или Алатауайры (башк. Алатауайыры), он же Ташбуканский.
- хутор Арамкудаш
- деревня Кудашево
- хутор Мало-Кудаш
- деревня Больше-Кудаш
- хутор Сатра-Юрт
- хутор Урта-Айры

## Власть
Администрация располагается по адресу: с. Кулгунино, Школьная ул., 19 а.

## Известные уроженцы
Мусин, Нугуман Сулейманович (род. 17 июля 1931) — советский башкирский писатель, народный писатель Башкортостана (2001), заслуженный работник культуры БАССР (1981).